# Antakya
Antakya är en stad vid floden Asi (Orontes) omkring 30 kilometer från Medelhavkusten och är huvudstad i provinsen Hatay i södra Turkiet. Folkmängden uppgick till 399 045 invånare i slutet av 2022. Staden, som grundades omkring 300 f.Kr., kallades förr Antiochia vid Orontes och var bland annat under romartiden huvudstad i provinsen Syria. Antakya är en mångkulturell stad med en befolkning som talar turkiska och arabiska och med en kristen minoritet. Staden kom efter första världskriget under fransk jurisdiktion fram till 1939 då Hatay anslöts till Turkiet. 